# Río Buenaventura

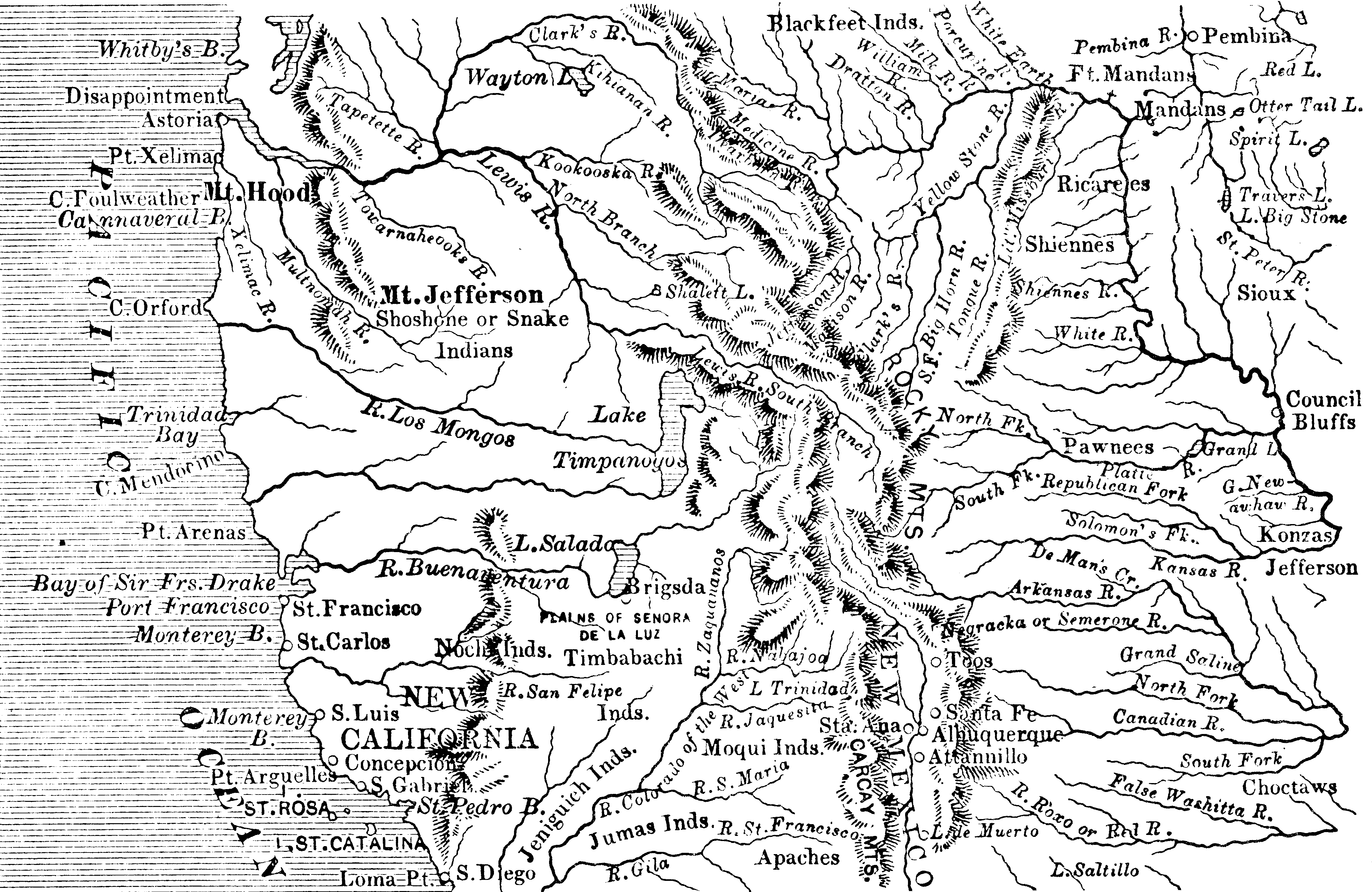
Mapa de Albert Finley, 1826, con el río Buenaventura desde el centro hacia el suroeste, y luego al oeste, hasta el Lago Salado

El río Buenaventura, también conocido como el río fantasma, fue un río ficticio que se localizó originalmente en los Estados Unidos de América, pero que jamás existió.

## La búsqueda de una comunicación fluvial transcontinental
Hasta muy entrado el siglo XVIII, el interés de los británicos en la exploración del oeste de la América del Norte aún no se ajustaba a hacer habitable la colonia, sino a buscar un camino comercial entre los centros del nordeste del continente y la India. La única posibilidad utilizable para dicha ruta llevaba alrededor del cabo Hoorn, en el extremo de la América del Sur, y significaba un viaje de una duración de casi un año. La exploración de un pasaje desde el norte del Oeste naufragaba en el hielo ártico. Un río de aguas navegables en la América central, sería una solución ideal. Si no lo había, la vía terrestre entre ríos utilizables debía ser lo más corta posible. Los españoles habían encontrado ya en 1531, con Hernán Cortés, una comunicación entre Veracruz, en el golfo de México, pasando por la ciudad de México en Zacatula y Acapulco, hasta el Pacífico y habían justificado con ello su hegemonía en dicho océano.
Las primeras expediciones a las montañas fracasaron. En 1793, Alexander MacKenzie a las órdenes de la británica Compañía de la Bahía de Hudson, fue el primer blanco que logró alcanzar la costa del Pacífico por vía terrestre, desde el Norte, por lo que más tarde será Canadá.

## El río Buenaventura

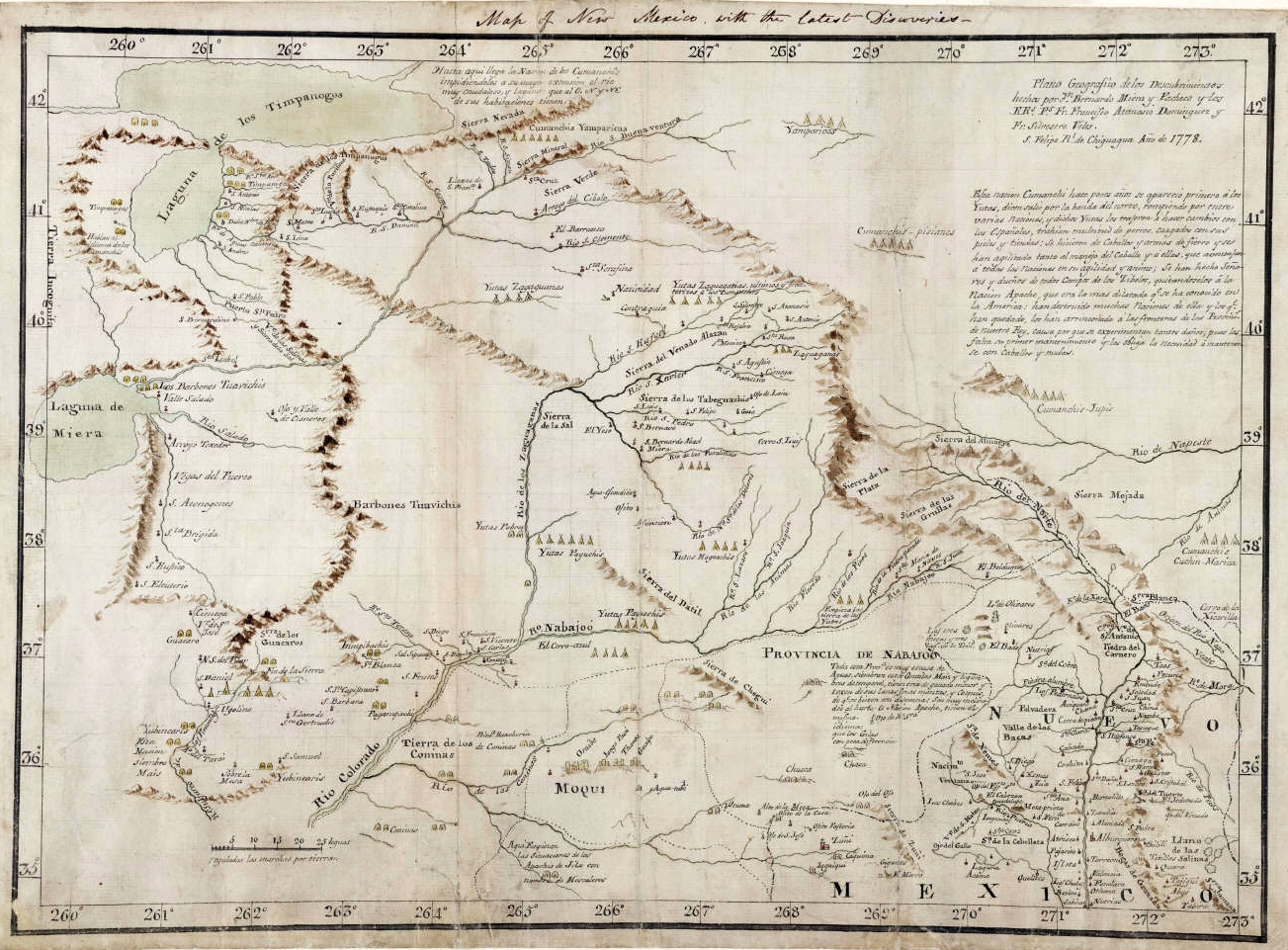
Mapa del noroeste de Nuevo México, Bernardo.

Una confusión contribuyó al desarrollo del error: la expedición de Domínguez y Escalante de 1776, dos padres franciscanos españoles, Francisco Atanasio Domínguez y Silvestre Vélez de Escalante, había tratado de encontrar una vía entre Santa Fe en el Nuevo México español hasta Monterey en California, igualmente español. Avanzaban como los primeros blancos por el noroeste de Nuevo México y descubrieron el río Green, al que ellos denominaron como «río San Buenaventura». Más lejos, al oeste, encontraron el río Sevier, que tomaron por el mismo río y concluyeron de ello que tomaba una dirección hacia el sudoeste y se encaminaba hacia el océano Pacífico. No llegaron más lejos al oeste, no pudiendo cumplir con su propósito.

## John Charles Frémont
El trampero y descubridor Jedediah Smith pasó en la temporada 1823-1824 por el paso Sur (South Pass) sobre la divisoria continental, en las Montañas Rocosas, y exploró junto con sus acompañantes, como primeros estadounidenses, los ríos de la vertiente occidental. En 1827 atravesaron Sierra Nevada y el desierto, como primeros blancos. La situación del desierto hacía improbable encontrar un río que fluyera desde las Montañas Rocosas hacia el oeste. En los años de 1827-1828 entró en los valles centrales de California hacia el norte, atravesando la región en la que se suponía estaba el río Buenaventura.
Sólo en 1844 la expedición de medición geográfica de John Charles Frémont confirmó la no existencia del río. Frémont constató, de mayo a octubre de 1842, acompañado por los guías Thomas Fitzpatrick y Kit Carson, la situación exacta de los puntos centrales de las Montañas Rocosas y avanzó después hacia el oeste. En 1843/44 estableció mediciones en el río Columbia así como en Sierra Nevada y en distintas partes de California. Debido a algunos errores de medición en el río Walker, creyó transitoriamente encontrar el río Buenaventura el 27 de enero de 1844, pero descubrió el mismo 28 de enero su error.
Cuando estuvo claro que no había ningún camino fluvial, Frémont y su suegro y patrocinador político, el senador Thomas Hart Benton, dirigieron su interés hacia el transporte ferroviario intercontinental, desde el este a la costa Oeste, que fue una realidad, finalmente, en 1869.

## Geografía del Oeste
Solamente Frémont reconoció que las precipitaciones de las Montañas Rocosas fluían en su mayoría hacia el este, alcanzando finalmente el río Misuri y el río Misisipi, mientras que en el oeste se encontraba el desierto, vacío de aguas fluviales. Casi todos los ríos del flanco oeste fluyen hacia el sur, por el río Green hasta el río Colorado, o hacia el noroeste, por el río Snake hasta el río Columbia, y sólo pequeñas vías de agua desembocaban directamente en el oeste, en la zona de los grandes lagos y del Gran Lago Salado.